# 速水御舟
速水御舟 （1894年8月2日—1935年3月20日）是日本画家。出生於東京。主要作品『炎舞』『朝鮮牛』『京の家，奈良の家』『名樹散椿』『花の傍』等。

## 外部連結
- 维基共享资源上的相關多媒體資源：速水御舟